# Барков, Гавриил Михайлович
Гаврии́л Миха́йлович Барко́в (? — 1795) — русский генерал, Смоленский вице-губернатор.

## Биография
Гавриил Барков был записан в военную службу в 1736 году. Образование получил в сухопутном шляхетном кадетском корпусе, после чего служил по армейской пехоте. 1 декабря 1764 года произведён в секунд-майоры и назначен Смоленским плац-майором.
21 февраля 1770 года Барков, будучи офицером Курского (старого) пехотного полка, принял участие в первой войне с турками при Екатерине II и сразу приобрел славу отважного офицера. Граф Ф. Г. Орлов, в командовании которого находился секунд-майор Барков, поручил ему набрать отряд из греческих племен для борьбы с турками в Морее.
21 февраля 1770 года Барков с отрядом в 14 человек высадился в Морее, и вскоре возле него сплотилось свыше 1000 греков. С ними-то он направился к Мизитре. Несмотря на то, что здесь засел турецкий отряд в 3500 человек, Барков после семидневной осады взял крепость. Оставив в ней отряд в 500 человек, он с остальными 26 марта пошёл к местечку Леонтари, где его ожидало посланное графом Орловым подкрепление в 27 человек с двумя пушками. Сюда стали приходить к Баркову и греки, полагавшие, что с падением Мизитры наступит конец турецкому владычеству, и у него вскоре образовался отряд в 8000 человек. Подступив с ними к Триполице, охраняемой 6000 турецким гарнизоном, Барков потребовал немедленной сдачи крепости, но вместо этого встретил упорное сопротивление турок. Осажденные сделали вылазку и быстрым натиском совершенно смяли и обратили в бегство греков. Барков же, не будучи в силах с горстью своих бороться с сильнейшим неприятелем, стал отступать к Леонтари, удачно отражая вражеские натиски, и во время этого отступления был ранен в плечо и в грудь. Однако отряд его счастливо добрался до Мизитры, а сам Барков вернулся во флот.
За отличие против турок Барков был 24 июня 1771 года был награждён орденом Святого Георгия 4-й степени (№ 123 по списку Григоровича — Степанова) и вслед за тем произведён в премьер-майоры.
По возвращении флота в Россию Барков был пожалован чином подполковника и денежной наградою в 400 червонцев.
В 1773 году Гавриил Михайлов сын Барков служил в Санкт-Петербурге советником, в 1775-м — членом Коллегии экономии; переименован из подполковников в надворные советники. В 1780 году, произведённый в полковники, он вышел в отставку с чином генерал-майора, а через два года определён Смоленским вице-губернатором.
Гавриил Михайлович Барков скончался 3 июля 1795 года в чине статского советника.

## Семья
7 октября 1773 года в Андреевской церкви Васильевского острова дочь «Конторы экономии советника и Георгиевского кавалера Гаврилы Михайлыча Баркова» Екатерину крестили «Гвардии Преображенского полку 6-й роты солдат Павел Гаврилов сын Барков да вышеписанного советника и кавалера Гаврила Михайловича Баркова тёща его Аксинья Ивановна»; 10 января 1775 года дочь Александру — Правительствующего Сената секретарь Пётр Андреев сын Критский и мать Г. М. Баркова Ксения Васильевна; 7 декабря 1775 года Варвару, дочь служителя Фёдора Артамонова, вместе с секретарём Коллегии экономии Никифором Васильевым крестила «того ж советника Баркова жена Марья Андреева дочь».